# シーザー (競走馬)
シーザーとは日本の競走馬である。第2回宝塚記念を制したことと、「ジリ脚シーザー」という渾名を持つことで知られる。
同期には同じ馬主が所有した二冠馬・コダマ（皐月賞・東京優駿・宝塚記念）を筆頭に、キタノオーザ（菊花賞）・タカマガハラ（天皇賞（秋））・ホマレボシ（有馬記念）・オンスロート（天皇賞（春）・有馬記念）らがおり、「最強世代の一つ」と述べる向きも少なくない。
なお、当項目内の馬齢は当時の表記（数え年）とする。

## 略歴

### 3歳時
1959年12月6日に清田十一鞍上でデビューしたシーザーであったが、3着敗退。年末に出走した2走目も6着敗退に終わり、このシーズンは1勝もできずに終わった。

### 4歳時
翌1960年、3戦目から管理調教師である伊藤勝吉の息子・伊藤修司に乗り替わり初勝利。その後は、5月14日の70万円下（東京競馬場）を勝って2勝目を挙げ、同年の東京優駿 への出走権を得る。東京優駿では、大外の26番枠ながらも直線に入って鋭く伸び、2着のヤマニンモアーとは首差の3着と健闘。その後、菊花賞（京都競馬場）4着などを経て、デビュー戦および2戦目に騎乗した清田十一に乗り替わった。同年12月25日に行われた朝日チャレンジカップ（阪神競馬場）においてキユーピツト以下に快勝し、初の重賞勝ちを果たす。

### 5歳時
翌1961年、中京記念（中京競馬場）で重賞2勝目を挙げるが、その後、当時の関西馬としてはめずらしい、八大競走以外の関東地区で開催される重賞競走に出走するため遠征し、2戦とも2着という結果を残して帰厩。4月15日に厩舎のある京都のオープンを勝ち、4月29日の天皇賞（京都）では単勝1番人気に推された。しかし、直線入り口では射程圏内に入れながらも、その後勝ったヤマニンモアーに引き離され、3馬身差の2着と完敗した。その後、鳴尾記念・阪急杯（いずれも阪神）を連勝して迎えた第2回の宝塚記念（阪神）は、出走取消が2頭出たことからわずか4頭立てとなったが、1番人気に推されたシーザーは逃げるヘリオスを直線で交わすと、連覇を狙うホマレーヒロの猛追を受けながらもこれを退け、重賞3連勝を果たした。
西の古馬ナンバーワンという称号を引っさげ、秋シーズンは天皇賞（東京）・有馬記念（中山競馬場）を目標に東上。タカマガハラ・ホマレボシ・オンスロートの関東馬3頭とともに「四強」と謳われ、上記2レースを含めて4つの重賞に出走するも、いずれも4着に終った。

### 6歳以降
翌1962年、当馬はそのまま関東に残り、同年開幕レースとなる1月3日の金盃（中山）に出走したがオンスロートの、続く1月21日のアメリカジョッキークラブカップ（中山）ではタカマガハラの、さらに2月21日の京王杯スプリングハンデキャップ（東京）では伏兵のトリシンの前にいずれも2着と惜敗し、後述する「ジリ脚シーザー」という渾名が一層、現実味を帯びるようになる。
しかし、3月4日の目黒記念では、タカマガハラ・メジロオーらを退け、待望の関東地区での重賞勝ちを果たした。その後、厩舎に戻り4月8日のスワンステークス（京都）を勝って、4月29日の天皇賞（京都）へと挑んだ。前年の有馬記念を勝ったホマレボシは引退し、タカマガハラは前年の秋の天皇賞をすでに勝っていることから当時の規定で出走権利がなかったこともあり、オンスロートとの一騎討ちとなったが、直線に入ってジリジリとオンスロートに引き離され、2馬身でまたしても2着に終った。
その後4戦したあと、11月27日の天皇賞（東京）に出走。上記3強の出走はなく、悲願の盾取りの絶好のチャンスとなり、1番人気にも支持されたが、直線でまったく伸びきれず、勝った牝馬のクリヒデに3馬身近く離されて5着に敗れ、結果、同年の有馬記念に出走することなく厩舎に戻った。その後、年末の阪神大賞典5着（阪神）・迎春賞3着（京都）の結果を残し、シーザーは引退した。

### 引退後
引退後は種牡馬となったが、産駒に恵まれず廃用となった。その後は帯広畜産大学で乗馬部の競技用馬として過ごしていたが1978年夏の段階で既に行方が分からなくなっていた。

## ジリ脚シーザー
シーザーは、宝塚記念以外にも朝日チャレンジカップ・中京記念・阪急杯・鳴尾記念・目黒記念（春）・スワンステークスと数多くのタイトルを獲得した、ハクリヨウ（おもな重賞勝ち鞍：菊花賞・天皇賞（春））の代表産駒として知られている。しかし、負けても6着に敗れた新馬戦以外は掲示板にのっている（5着以内に入る）ように大負けはしないが、天皇賞（春）2着2回など決め手不足（いわゆるジリ脚）で取りこぼしが多く、それゆえローマの英雄ジュリアス・シーザーにちなんで「ジリ脚シーザー」と呼ばれることとなった。

## 血統表
| シーザーの血統（ブランドフォード系 / Swynford 4×4=12.50%） | シーザーの血統（ブランドフォード系 / Swynford 4×4=12.50%） | シーザーの血統（ブランドフォード系 / Swynford 4×4=12.50%） | （血統表の出典）           | （血統表の出典） |
| 父 ハクリヨウ 1950 鹿毛                                    | 父の父*プリメロ Primero 1931 鹿毛                          | Blandford                                                  | Swynford                   | Swynford         |
| 父 ハクリヨウ 1950 鹿毛                                    | 父の父*プリメロ Primero 1931 鹿毛                          | Blandford                                                  | Blanche                    |                  |
| 父 ハクリヨウ 1950 鹿毛                                    | 父の父*プリメロ Primero 1931 鹿毛                          | Athasi                                                     | Farasi                     | Farasi           |
| 父 ハクリヨウ 1950 鹿毛                                    | 父の父*プリメロ Primero 1931 鹿毛                          | Athasi                                                     | Athgreany                  |                  |
| 父 ハクリヨウ 1950 鹿毛                                    | 父の母第四バツカナムビユーチー 1940 黒鹿毛                 | *ダイオライト                                              | Diophon                    | Diophon          |
| 父 ハクリヨウ 1950 鹿毛                                    | 父の母第四バツカナムビユーチー 1940 黒鹿毛                 | *ダイオライト                                              | Needle Rock                |                  |
| 父 ハクリヨウ 1950 鹿毛                                    | 父の母第四バツカナムビユーチー 1940 黒鹿毛                 | バツカナムビユーチー                                       | *シアンモア                | *シアンモア      |
| 父 ハクリヨウ 1950 鹿毛                                    | 父の母第四バツカナムビユーチー 1940 黒鹿毛                 | バツカナムビユーチー                                       | 第三ビユーチフルドリーマー |                  |
| 母 *トートレル Tourterelle 1949 黒鹿毛                     | 母の父Tornado 1939 鹿毛                                    | Tourbillon                                                 | Ksar                       | Ksar             |
| 母 *トートレル Tourterelle 1949 黒鹿毛                     | 母の父Tornado 1939 鹿毛                                    | Tourbillon                                                 | Durban                     |                  |
| 母 *トートレル Tourterelle 1949 黒鹿毛                     | 母の父Tornado 1939 鹿毛                                    | Roseola                                                    | Swynford                   | Swynford         |
| 母 *トートレル Tourterelle 1949 黒鹿毛                     | 母の父Tornado 1939 鹿毛                                    | Roseola                                                    | Roseway                    |                  |
| 母 *トートレル Tourterelle 1949 黒鹿毛                     | 母の母Philadelphie 1942 鹿毛                               | Astrophel                                                  | Asterus                    | Asterus          |
| 母 *トートレル Tourterelle 1949 黒鹿毛                     | 母の母Philadelphie 1942 鹿毛                               | Astrophel                                                  | Dorina                     |                  |
| 母 *トートレル Tourterelle 1949 黒鹿毛                     | 母の母Philadelphie 1942 鹿毛                               | Gladiatrix                                                 | Cannobie                   | Cannobie         |
| 母 *トートレル Tourterelle 1949 黒鹿毛                     | 母の母Philadelphie 1942 鹿毛                               | Gladiatrix                                                 | Eglantine F-No.11-e        |                  |